# As Califórnias

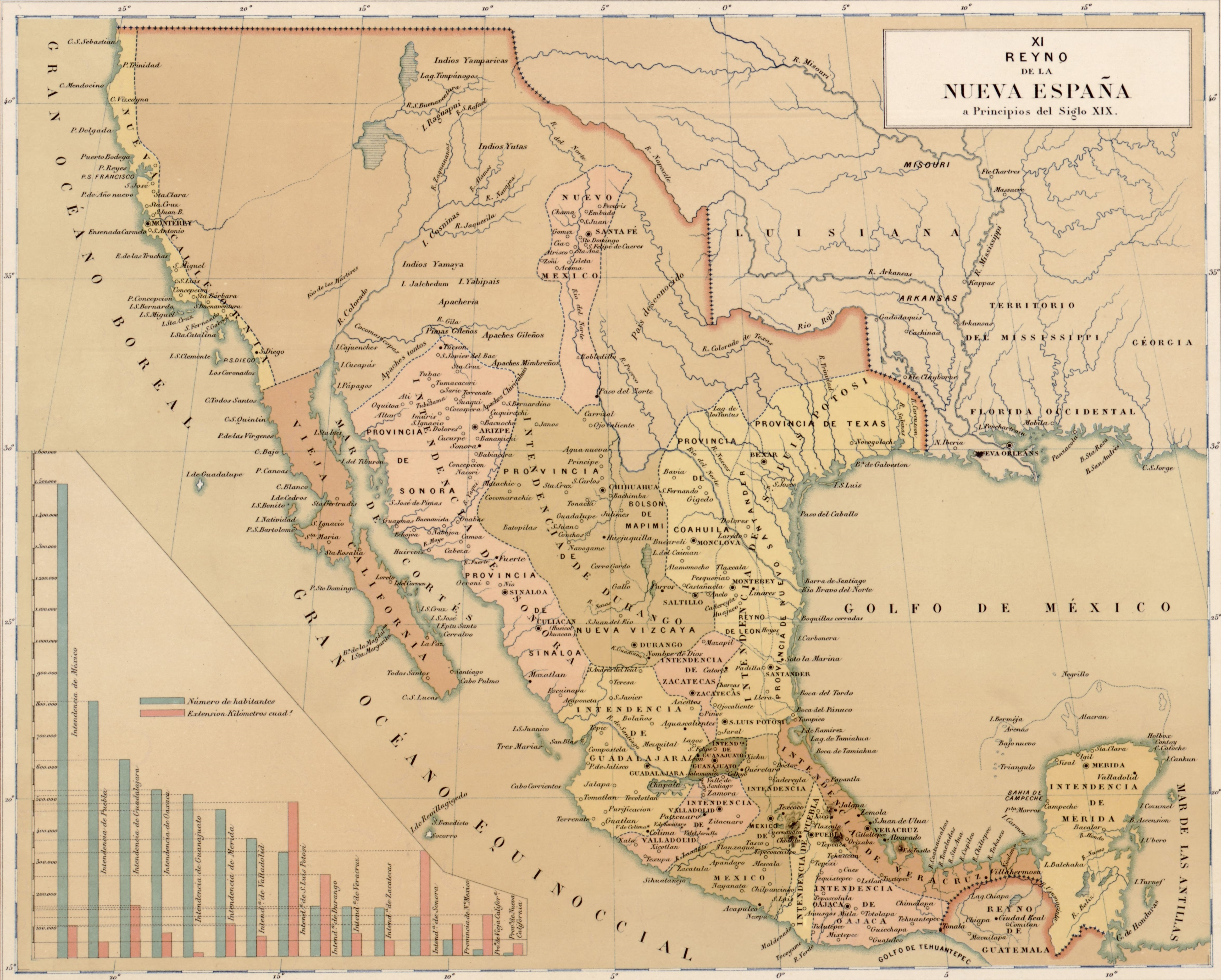
Mapa da Nova Espanha, de inícios do século XIX.

As Califórnias (em castelhano:  Las Californias) era a forma como a região que compreende presentemente os estados da Baixa Califórnia e Baixa Califórnia Sul, no México e o estado da Califórnia, Estados Unidos, era conhecida em várias épocas. O gentílico inicial para esta região foi californio.
Originalmente o nome "Califórnia" foi dado à região descoberta pelo piloto navegador Fortún Jiménez, que avistou e visitou em 1534 a península, julgando que era uma ilha.
Diz-se que um brincalhão inimigo de Hernán Cortés a quem um escritor da época cita como Alarcón (possivelmente Fernando de Alarcón), em clara alusão a Las sergas de Esplandián, novela de cavalaria em voga nesse tempo, terá chamado em tom burlesco às inóspitas terras Califórnia para criticar Cortés por ter fracassado na terceira viagem de exploração, quando este não conseguiu estabelecer uma colónia na baía que  Cortés chamou La Santa Cruz (hoje é a cidade de La Paz), quando era recém-descoberta a península da Baixa Califórnia, terras que lhe pertenciam por Cédula Real.
Administrativamente, a província foi parte do Comando Geral das Províncias Internas. Em 1804, foi criada a Alta Califórnia.